# Chénas
Chénas ist eine französische Gemeinde mit 534 Einwohnern (1. Januar 2022) im Département Rhône in der Region Auvergne-Rhône-Alpes. Chénas gehört zum Arrondissement Villefranche-sur-Saône und zum Kanton Belleville-en-Beaujolais (bis 2015: Kanton Beaujeu). Die Einwohner werden Chénaillons genannt.

## Geografie
Chénas befindet sich etwa 18 Kilometer nordnordwestlich von Villefranche-sur-Saône. An der nördlichen Gemeindegrenze verläuft das Flüsschen Mauvaise. Umgeben wird Chénas von den Nachbargemeinden Juliénas im Norden, La Chapelle-de-Guinchay im Osten, Romanèche-Thorins im Südosten, Fleurie im Süden und Südwesten sowie Émeringes im Westen und Nordwesten.

## Weblinks

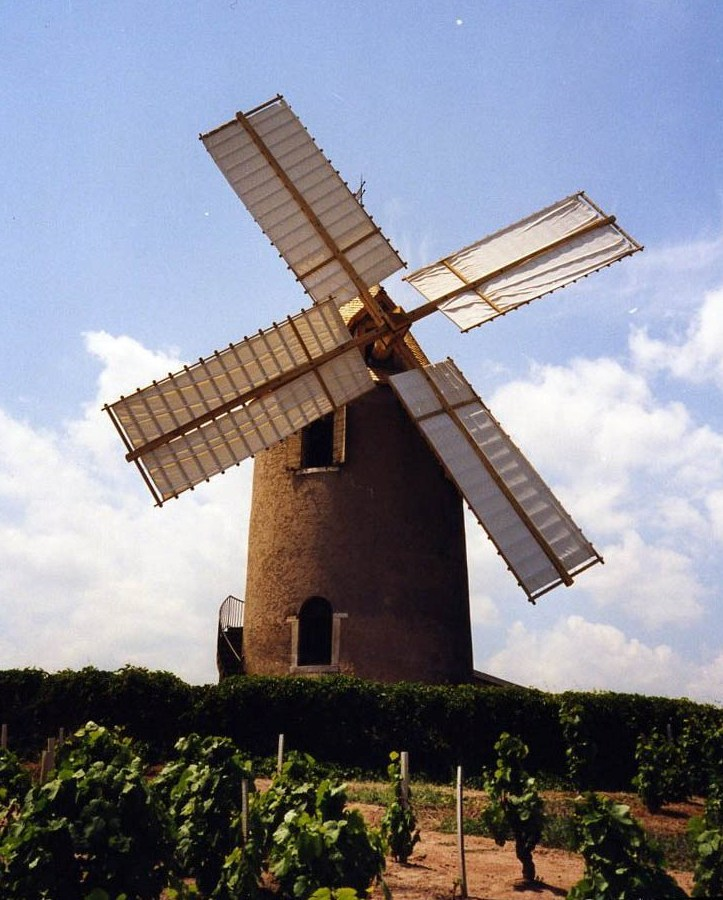
Windmühle

## Bevölkerungsentwicklung
| Jahr                       | 1962 | 1968 | 1975 | 1982 | 1990 | 1999 | 2006 | 2013 |
| Einwohner                  | 507  | 465  | 402  | 328  | 372  | 442  | 458  | 542  |
| Quellen: Cassini und INSEE |      |      |      |      |      |      |      |      |

## Sehenswürdigkeiten
- Kirche Saint-Clair
- Schloss Lambert von 1690
- Schloss Les Michelons
- Windmühle